# Kanae Jamabeová
Kanae Jamabe (japonsky 山部 佳苗), (* 22. září 1990 v Hokkaidó, Japonsko) je japonská zápasnice — judistka.

## Sportovní kariéra
S judem začala v 6 letech. Připravuje se v ženském profesionálním týmu sponzorovaném oděvní firmou Miki House.

### Vítězství
- 2013 – 1x světový pohár (Oberwart)
- 2014 – 3x světový pohár (Paříž, Řím, Ťumeň)
- 2015 – 1x světový pohár (Düsseldorf)

## Výsledky

### Váhové kategorie
| Mistrovství světa | —  | — | — |  | — | 7. | 3. |  |  |  |  |  |  |  |  |  |  |  |  |  |  |
| MS juniorů        | 3. |   |   |  |   |    |    |  |  |  |  |  |  |  |  |  |  |  |  |  |  |